# Головатюк, Евгений Иванович
Евгений Иванович Головатюк (род. 28 сентября 1938, Лозовое, Винницкая область) — советский и украинский театральный актёр и режиссёр; заслуженный деятель искусств УССР с 1977 года.

## Биография
Родился 28 сентября 1938 года в селе Лозовой Липовецкого района Винницкой области. Учился в Киевском институте театрального искусства. В 1961 году окончил актёрский факультет (преподаватель Владимир Нелли). С 1964 года — актёр Николаевского русского театра драмы; с 1971 года — актёр Днепропетровского русского театра имени Горького.
В 1973 году окончил режиссёрский факультет Киевского института театрального искусства (преподаватель Василий Харченко). Работал режиссёром Донецкого областного русского театра юного зрителя. В 1975—1976 годах стажировался в Москве, у народного артиста СССР Юрия Завадского. Член КПСС с 1976 года.
В 1976—1984 годах — главный режиссёр Донецкого украинского музыкально-драматического театра имени Артёма; в 1984—1988 годах — Полтавского украинского музыкально-драматического театра имени Гоголя; в 1988—1991 годах — Запорожского театра юного зрителя. В 1991—1994 и 1996—2000 годах — режиссёр-постановщик Винницкого украинского музыкально-драматического театра имени Садовского . В 1994—1996 годах — главный режиссер, а с 2000 года — художественный руководитель Луганского русского драматического театра. С 2009 года — главный режиссёр Запорожского украинского музыкально-драматического театра имени Магара.
В 2009 году сыграл в фильме «Дума про Тараса Бульбу» режиссёра Петра Пинчука.